# Seksagezimalni brojevni sustav
Seksagezimalni brojevni sustav je brojevni sustav s bazom 60. Prvi su ga koristili Sumerani u 3. tisućljeću pr. Kr., a zatim Babilonci. Danas se koristi za prikaz vremena, kuteva i zemljopisnih koordinata. Sat ili stupanj dijele se na 60 minuta, a minuta na 60 sekunda. Njihove se vrijednosti odvojeno prikazuju brojevima iz dekadskog sustava.